# Medal „Za obronę Leningradu”
Medal „Za obronę Leningradu” (ros. Медаль «За оборону Ленинграда») – radzieckie odznaczenie wojskowe. 
Medal „Za obronę Leningradu” został ustanowiony dekretem Prezydium Rady Najwyższej ZSRR z 22 grudnia 1942 roku dla nagrodzenia męstwa obrońców Leningradu podczas II wojny światowej.

## Zasady nadawania
Medalem „Za obronę Leningradu” nagradzano:
- żołnierzy jednostek, związków taktycznych i instytucji Armii Czerwonej, Floty Czerwonej i wojsk NKWD, uczestniczących w obronie Leningradu,
- robotników, urzędników i inne osoby cywilne – uczestników działań bojowych w obronie miasta oraz tych, którzy swoją ofiarną pracą pomagali w przedsięwzięciach obronnych, uczestniczyli w przygotowywaniu umocnień, w obronie przeciwlotniczej, w walce z pożarami, w organizacji i obsłudze transportu i łączności, w zaopatrywaniu ludności w żywność, opiece nad rannymi i dziećmi oraz uczestniczyli we wszystkich innych działaniach na rzecz obrony miasta.

Medalem nagradzane były również osoby ewakuowane z miasta w okresie jego obrony, np. ze względu na odniesione rany, choroby lub konieczność wykonywania innych zadań poza miastem. 
Pierwsze medale wręczono w kwietniu 1943. Do 1985 Medalem „Za obronę Leningradu” nagrodzono około 1 470 000 osób.

## Opis odznaki
Odznakę medalu stanowi wykonany z mosiądzu krążek o średnicy 32 mm, na którego awersie na tle gmachu Admiralicji w Leningradzie (Sankt Petersburgu) znajdują się skierowane w lewo postacie obrońców z karabinami z bagnetami – żołnierze, marynarz i robotnik oraz robotnica. U góry umieszczona jest mała pięcioramienna gwiazda i napis na obwodzie: ЗА ОБОРОНУ * ЛЕНИНГРАДА (pol.: „ZA OBRONĘ LENINGRADU”). Na rewersie jest na górze sierp i młot, pod nim napis w trzech wierszach: ЗА НАШУ / СОВЕТСКУЮ / РОДИНУ (pol.: „Za Naszą Radziecką Ojczyznę”). Projektantem rysunku był malarz N. Moskalew.
Medal zawieszany jest na metalowej pięciokątnej blaszce obciągniętej wstążką koloru oliwkowego szerokości 24 mm z zielonym wąskim paskiem szerokości 2 mm pośrodku.
Medal noszony był na lewej piersi, w kolejności po Medalu „Za ratowanie tonących”.